# 잭 모어
잭 모어(Jack Mower, 1890년 9월 5일 ~ 1965년 1월 6일)는 미국의 배우이다.

## 영화
- 웨스트 포인트 (1955년)
- 프란시스 고즈 투 웨스트 포인트 (1952년)
- 클로즈 투 마이 하트 (1951년) - 코트 오피서 역
- 스톰 워닝 (1951년)
- 온 문라이트 베이 (1951년)
- 로지 오그래디의 딸 (1950년)
- 마천루 (1949년)
- 밤에서 밤으로 (1949년)
- 준 브라이드 (1948년) - 조 역
- 투 가이스 프럼 텍사스 (1948년)
- 댓 하겐 걸 (1947년)
- 포제스트 (1947년)
- 투 가이스 프럼 밀워키 (1946년)
- 스톨렌 라이프 (1946년)
- 코네티컷의 크리스마스 (1945년)
- 밀드레드 피어스 (1945년)
- 쉐인 온 하베스트 문 (1944년)
- 헐리우드 캔틴 (1944년)
- 업 인 암스 (1944년)
- 탱크 유어 럭키 스타스 (1943년)
- 만찬에 온 사나이 (1942년)
- 올웨이스 인 마이 하트 (1942년)
- 킹스 로우 (1942년)
- 성조기의 행진 (1942년)
- 철완 짐 (1942년)
- 블루스 인 더 나잇 (1941년)
- 하이 시에라 (1941년)
- 말타의 매 (1941년)
- 버지니아 시티 (1940년)
- 캐슬 온 더 허드슨 (1940년)
- 그들은 밤에 달린다 (1940년)
- 나치 스파이의 고백 (1939년)
- 닷지 시티 (1939년)
- 포효하는 20년대 (1939년)
- 코멧 오버 브로드웨이 (1938년)
- 골드 디거 인 파리 (1938년)
- 타잔과 녹색의 여신 (1938년)
- 잠수함 D-1 (1937년)
- 더 그레이트 오맬리 (1937년)
- 키드 갈라드 (1937년)
- 1937년의 황금광들 (1936년)
- 꼬마 반항아 (1935년)
- 명랑한 사기 (1935년)
- 쉽메이트 포에버 (1935년)
- 타잔의 신모험 (1935년)
- 위칭 아워 (1934년)